# Geyersteine
Geyersteine är ett monument i Österrike.   Det ligger i distriktet Gmünd och förbundslandet Niederösterreich, i den nordöstra delen av landet, 120 km nordväst om huvudstaden Wien. Geyersteine ligger 563 meter över havet.
Terrängen runt Geyersteine är platt, och sluttar västerut. Närmaste större samhälle är Heidenreichstein, 3,7 km öster om Geyersteine. 
I omgivningarna runt Geyersteine växer i huvudsak blandskog. Runt Geyersteine är det ganska glesbefolkat, med 48 invånare per kvadratkilometer.